# 1970 à la télévision
| Années de la télévision : 1967 - 1968 - 1969 - 1970 - 1971 - 1972 - 1973    |
| Décennies de la télévision : 1940 - 1950 - 1960 - 1970 - 1980 - 1990 - 2000 |

Cet article présente les faits marquants de l'année 1970 à la télévision.

## Émissions
- 2 février : dernière de l'émission Magazine féminin (émission de télévision) sur la première chaîne de l'ORTF.
- 17 février : première de l'émission À armes égales (émission de télévision) sur la première chaîne de l'ORTF.
- 19 mai : début du magazine Aujourd'hui Madame destiné aux femmes au foyer sur la deuxième chaîne de l'ORTF.
- 29 septembre : dernière de l'émission Mot le plus long sur la deuxième chaîne de l'ORTF.
- 7 octobre : première de l'émission Post-scriptum (émission de télévision) sur la deuxième chaîne de l'ORTF.

## Séries télévisées
- 1er novembre : Début de la diffusion de la série américaine Les Bannis en France, sur la deuxième chaîne de l'ORTF.
- 9 novembre : Début de la diffusion de Colargol sur la deuxième chaîne de l'ORTF.

## Principales naissances
- 6 mars : Jean-Luc Lemoine, humoriste, chroniqueur et présentateur de télévision français
- 28 mars : Benjamin Castaldi, animateur français
- 5 avril : Valérie Bonneton, actrice française
- 26 avril : Sébastien Folin, animateur de télévision et animateur de radio français
- 9 juin : Stéphane Plaza, animateur de télévision, animateur de radio, agent immobilier et acteur français.
- 22 juin : Cathy Andrieu, mannequin et actrice française.
- 26 juin : Ezekiel Norton, réalisateur canadien de télévision
- 13 juillet : Bruno Salomone, humoriste et acteur français.
- 23 août : Nicholas Guilak, acteur américain
- 11 décembre : Matthew Strachan, compositeur britannique
- 15 décembre : Michael Shanks, acteur canadien
- 16 décembre : Daniel Cosgrove, acteur américain.
- 30 décembre : Sandrine Quétier, animatrice de télévision française.

## Principaux décès
- 25 avril : Anita Louise, actrice américaine (° 9 janvier 1915).
- 27 avril : Arthur Shields, acteur et metteur en scène irlandais (° 15 février 1896).
- 2 septembre : Bernard Noël, acteur français (° 5 octobre 1924).